# Сент-Имье (Швейцария)
Сент-Имье (фр. Saint-Imier) — коммуна в Швейцарии, в кантоне Берн. 
Входит в состав округа Куртелари. Население составляет 4713 человек (на 31 декабря 2006 года). Официальный код — 0443.

## Longines
В Сент-Имье расположена фабрика одной из старейших швейцарских часовых марок Longines со времен ее основания в 1832 году.
На фабрике Longines расположен музей часов, в котором собрана архив бренда и представлены основные вехи истории, а также исторические модели. Музей расположен на трех этажах здания и открыт для посещения в будние дни с 09:00 до 12:00 и с 14:00 до 17:00 в выходные и праздничные дни.

## Анархизм
В конце XIX - начале XX в. среди швейцарских часовщиков получили распространение идеи анархизма. 4–6 августа 1877 года в Сент-Имье проходил ежегодный конгресс Юрской федерации, сопровождавшийся уличными демонстрациями. Конгресс посетил известный русский анархист П.А. Кропоткин.  Через 150 лет, в июле 2023 года в Сент-Имье снова прошёл международный конгресс анархистов, собравший около 5 тысяч участников.  